# فرودگاه کانگ دا ری
فرودگاه کانگ دا ری (به انگلیسی: Kang Da Ri Airport) یک فرودگاه نظامی است . این فرودگاه در کشور کره شمالی قرار دارد و در ارتفاع ۱۶ متری از سطح دریا واقع شده است.